# 오코시모노

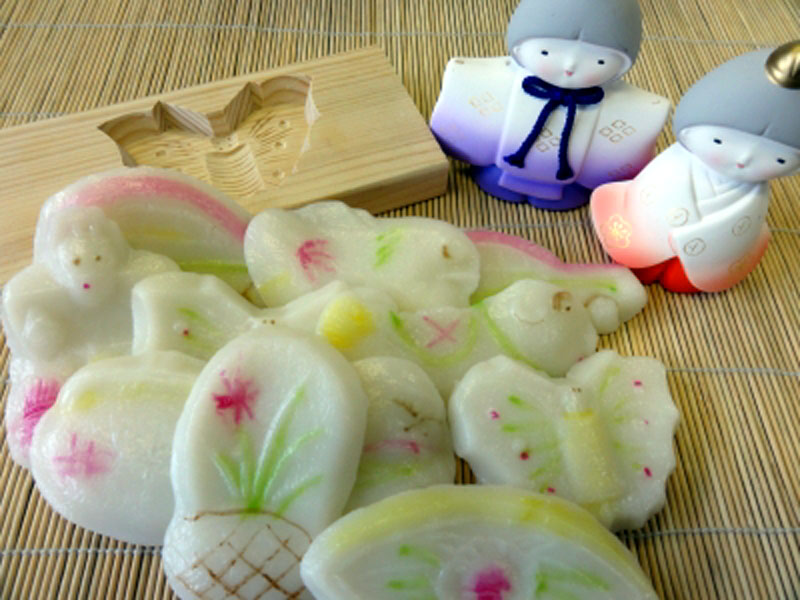
오코시모노

오코시모노(おこしもの)는 일본 아이치현에서 삼짇날에 먹는 화과자의 일종이다.